# Tom Nook
Tom Nook (たぬきち Tanukichi) es un personaje ficticio perteneciente a la serie Animal Crossing que se encarga de la tienda del pueblo. Apareció por primera vez en el juego de Nintendo 64 Dōbutsu no Mori, lanzado en Europa y Norteamérica en la Nintendo GameCube como Animal Crossing. Tom vende una casa al jugador al principio de cada título de la serie, concediéndole una hipoteca fija para que la pague y ofreciéndole actualizarla después de que la hipoteca haya sido pagada. También ha hecho varias apariciones en la serie Super Smash Bros. Rich Amtower y Reiko Ninomiya, miembros del equipo de localización de Treehouse de Nintendo, argumentaron que, a pesar de la codicia que percibe, es una buena persona debido a que se arriesga a contratar a alguien nuevo en la ciudad.

## Concepto y características
Tom Nook se basa en un mapache japonés o tanuki. Aunque 1UP.com lo considera codicioso, Rich Amtower y Reiko Ninomiya, miembros del equipo de localización de Treehouse de Nintendo, no están de acuerdo y lo describen como una buena persona. Amtower lo describió como "ese primer jefe que tuviste", añadiendo que, "a pesar de que es todo negocios y no siempre tiene tiempo para bromas, Nook no es una mala persona; porque contrató a alguien nuevo en la ciudad. Debido a ese riesgo que implica, muestra generosidad". Ninomiya estuvo de acuerdo, y ambos sintieron que la codicia de Nook se ve disminuida por el índice de precios de la ciudad en comparación con el de su tienda. Amtower bromea aludiendo a un "sesgo anti-Nook" varias veces a lo largo de la entrevista con 1UP.com.

## Apariciones
- Dōbutsu no Mori (abril de 2001, versión japonesa sólo en la Nintendo 64)
- Animal Crossing (14 de diciembre de 2001, port de GameCube de Dōbutsu no Mori)
- Animal Crossing: Wild World (2005, Nintendo DS)
- Animal Crossing: City Folk (2008, publicado como Animal Crossing: Let's Go to the City en Europa y Australia, Wii)
- Animal Crossing: New Leaf (Lanzado en Japón en noviembre de 2012, en junio de 2013 para otras regiones, Nintendo 3DS)
- Animal Crossing: Happy Home Designer (Lanzado en 2015 como un spinoff de la franquicia centrada en el diseño de casas y edificios públicos, Nintendo 3DS)
- Animal Crossing: Amiibo Festival (Lanzado en 2015 como un spinoff que requiere que Amiibo para jugar. Una de las 16 figuras amiibo jugables en el juego es Tom Nook, Wii U)
- Animal Crossing: Pocket Camp (Lanzado en Australia en octubre de 2017 y en todo el mundo el 22 de noviembre de 2017. Tom Nook aparece como un personaje menor disponible para la compra durante sólo 45 días después de comenzar el juego, gratis para jugar en el móvil)
- Animal Crossing: New Horizons (Lanzado el marzo de 2020 para la consola Nintendo Switch)

## Papel en la serie
Tom Nook aparece por primera vez en el título de Nintendo 64 Dōbutsu no Mori (adaptado a Nintendo GameCube como Animal Crossing en regiones no japonesas) como el principal propietario de la tienda de la ciudad y continúa su trabajo en las dos próximas entregas. El papel de Nook en la serie permaneció prácticamente inalterado desde 2001 hasta 2012 con el lanzamiento de Animal Crossing: New Leaf. Además de ser el principal propietario de la tienda, Nook también venderá al jugador una casa al principio del juego por unas 19.800 bayas (en la moneda del juego). Debido a que el jugador sólo tendrá 1000 bayas en su bolsillo, Nook le pedirá que trabaje en su tienda por un tiempo para pagar parte de la deuda. Las tareas que el tanuki asigna son para que el jugador se acostumbre a los controles del juego. Después de plantar flores, escribir cartas y hablar con los aldeanos, el jugador es libre para hacer lo que quiera, pero tiene que pagar el resto de su hipoteca por su cuenta. Cada vez que se completa un pago de hipoteca, Nook ampliará o añadirá habitaciones a la casa.
La tienda de Nook también pasa por tres actualizaciones y cambios a lo largo del juego. El tiempo de la ampliación depende de cuántas bayas se gasten en la tienda. Con el tiempo, su humilde tienda "Nook's Cranny", con herramientas básicas y muy pocos objetos para comprar, se convertirá en "Nookington's Department Store", un edificio grande de dos pisos con una gran variedad de artículos. Es en esta expansión que el jugador se encuentra con sus dos sobrinos, Tendo y Nendo, que dirigen la segunda planta de la tienda. En cada juego, no importa en qué actualización se encuentre la tienda, los artículos de la tienda se cambiarán todos los días. Esto significa que en dos días distintos no habrá la combinación exacta de artículos a la venta.
- En Animal Crossing, a finales de mes Nook organizará una rifa con objetos raros para ganar. Esto no se continuó en ninguna secuela.
- En Wild World, con la expansión de Nookington, el jugador conoce a Harriet, una caniche que le peinará por 3000 bayas.
- En City Folk, Harriet ha trasladado su tienda a la ciudad. Con la expansión del Nookington, Nook hará al azar una serie de preguntas al jugador. La forma en que el jugador responde podría cambiar la tienda a una apariencia anterior.
- Nook regresa en Animal Crossing: New Leaf. En lugar de ser el dueño de la tienda local, Nook está ahora a cargo de "Nook's Homes" y en su lugar vende cosas para mejorar el exterior de la casa de los jugadores. También ampliará la casa del jugador por un precio, que aumenta con cada expansión. Sus sobrinos ahora dirigen la tienda de la ciudad por sí mismos.
- Nook hace una pequeña aparición en [Animal Crossing: Pocket Camp] con el jugador que puede comprarlo para ponerlo en su campamento por 250 boletos de Hoja (solo disponible para la compra 45 días después de comenzar el juego).

### En otros medios
Tom Nook ha hecho varias apariciones menores en la serie de videojuegos Super Smash Bros., apareciendo como varios coleccionables en Super Smash Bros. Melee y Super Smash Bros. Brawl. así como un personaje de fondo en el escenario de Smashville, que está basado en la serie Animal Crossing. La música de la tienda de Tom Nook también aparece en Super Smash Bros. Brawl como parte de "Town Hall and Tom Nook's Store". Tom Nook también ha aparecido en varios artículos promocionales, incluyendo juguetes de peluche.

## Recepción
Tom Nook ha recibido una acogida mixta desde su aparición en Animal Crossing. IGN lo incluyó como el noveno personaje más buscado en Super Smash Bros. Brawl. Lo describen como taimado, diabólico y siniestro, comentando que aunque no sea un buen luchador por ser de un videojuego sin pelear, disfrutarán viéndolo recibir una paliza. Otro artículo de IGN compara un bastón de mando dado al protagonista de Major Minor's Majestic March a Nook, llamándolo el segundo sólo a Nook in annoyance. GameSpy incluyó a Tom Nook en la lista de sus jefes favoritos; el editor Brian Altano especificó que le encanta odiar a Nook, afirmando que, aunque proporciona servicios apreciados a la pequeña aldea, mantiene su realidad enraizada en que vive en la ciudad de Nook, no en la suya propia. UGO.com lo clasificó como el quinto mejor personaje de Animal Crossing, afirmando que mientras que el Sr. Resetti era un irritante, Tom Nook era un idiota. Añadieron que les encantaba odiarlo, sugiriendo en broma que era un "capo".
A pesar de la recepción negativa, Tom Nook ha recibido una recepción positiva. En el libro de la autora Katherine Isbister, "Better game characters by design: a psychological approach", cita a Tom Nook como ejemplo de un personaje mentor que ayuda indirectamente a los jugadores. GamesRadar también lo catalogó como uno de los 25 mejores nuevos personajes de la década, afirmando que se ha ganado su lugar entre los corazones de los jugadores y la gente en Internet como un meme viral y un personaje engañosamente astuto. En 2012, GamesRadar clasificó a Tom Nook como el 80.º mejor villano en videojuegos en su "Top 100" de 2013, diciendo que a pesar de que los mapaches son "rayados, peludos y monos", "Tom Nook puede irse al infierno". Ese mismo año, Complex lo colocó como el 49.º mejor villano de videojuegos de todos los tiempos.

El estudioso de juegos Ian Bogost describió a Nook como un elemento central de la eficaz descripción que hace Animal Crossing de la economía del consumo y la deuda:

"Ninguno de los habitantes aparece en la tienda de Tom Nook... Por lo tanto, el jugador es su único cliente frecuente; El (jugador) paga deudas, compra bienes, y vende bienes. Tom Nook compra bienes, los cuales convierte en su riqueza." "... Mientras el jugador gasta más, Nook hace aún más. Tras organizar toda el ambiente de las transacciones financieras en una corriente entre Tom Nook y el jugador, el juego procesa la  redistribución de riquezas, de forma que hasta un niño pequeño puede entender. Tom Nook es de cierto modo el conjunto de la burguesía corporativa."

## Parodia y análisis
Tom Nook ha sido satirizado en varios artículos, a menudo comparado con un jefe de la mafia o un capo o una mala persona. IGN lo catalogó como el villano número 72 de los videojuegos, sugiriendo que Tom Nook tiene una cara bonita, pero el "corazón frío y muerto de un megalómano cuyo único deseo es hacer una campana rápida". Patrick Kolan, editor de IGN, describió a Nook como el equivalente de Animal Crossing de Al Swearengen, un proxeneta del siglo XIX, debido a su sentido de los negocios, así como a la posición y disposición del personaje. Tom Nook también ha sido personificado como un personaje taimado, así como un gánster, incluyendo una edición del cómic web VG Cats, que lo describe desgastando el personaje del jugador por el dinero de su alquiler. También ha aparecido en la web del cómic PvP, en el que Tom y Rowan amenazan con destruir la casa de los jugadores por deber 500.000 campanas. En un artículo satírico escrito por GamesRadar, sugieren que el elenco de Animal Crossing, sobre todo Tom Nook, estaba convirtiendo al jugador en un "culto furry". GameSpy incluyó a Tom Nook en la lista como un personaje de videojuegos que no le gustaría en la vida real, afirmando que es molesto en los videojuegos y que sería aterrador si fuera un casero en la vida real. El editor de 1UP.com, Jeremy Parish, en su reseña de Animal Crossing: Wild World, hace un documental de parodia del mundo del juego. En él, sugiere que el agudo sentido de los negocios de Tom Nook le permite controlar eficazmente la aldea.